# Mode d'acció
En farmacologia i bioquímica, el mode d'acció descriu un canvi funcional o anatòmic, resultat de l'exposició d'un organisme viu a una substància. En comparació, un mecanisme d'acció descriu aquests canvis a escala molecular.
Un mode d'acció és important per classificar els productes químics, ja que representa un nivell intermedi de complexitat entre els mecanismes moleculars i els resultats fisiològics, especialment quan l'objectiu molecular exacte encara no s'ha dilucidat o està subjecte a debat. Un mecanisme d'acció d'una substància química podria ser "unió a l'ADN", mentre que el seu mode d'acció més ampli seria "regulació transcripcional".